# Manuel Pietropoli
Manuel Pietropoli (Desenzano del Garda, 30 aprile 1990) è un ex snowboarder italiano.

## Biografia
Nato a Desenzano del Garda, in provincia di Brescia, nel 1990, a 15 anni non ancora compiuti partecipa ai Mondiali juniores 2005 di Zermatt, in Svizzera, arrivando 41º nell'halfpipe.
Nello stesso anno, il 14 settembre, debutta in Coppa del Mondo, nell'halfpipe in Valle Nevado, in Cile.
Nel 2006 prende parte di nuovo ai Mondiali juniores, stavolta a Vivaldi Park, in Corea del Sud, terminando 40° nell'halfpipe.
A 16 anni non ancora compiuti partecipa ai Giochi olimpici di Torino 2006, nell'halfpipe, arrivando 43º con 12.3 punti.
Nel 2007 è di scena ai Mondiali di Arosa, in Svizzera, dove termina 22° nel big air e 63° nell'halfpipe. Nello stesso anno è invece 41° nel big air ai Mondiali juniores di Bad Gastein, in Austria.
Il 27 gennaio 2008 ottiene la sua prima e unica vittoria in Coppa del Mondo, trionfando nell'halfpipe a Bardonecchia.
Nel 2009 è 20° nel big air e 25° nell'halfpipe ai Mondiali di Gangwon, in Corea del Sud.
L'anno successivo prende parte di nuovo alle Olimpiadi, quelle di Vancouver 2010, nell'halfpipe, arrivando 20º nel suo turno di qualificazione, con 9.3 punti.
Sempre nel 2010 vince una medaglia di bronzo ai Mondiali juniores di Otago, in Nuova Zelanda, nell'halfpipe. Nella stessa competizione non termina la gara di big air.
Nel 2011 arriva 24º nell'halfpipe ai Mondiali di La Molina, in Spagna.
2 anni dopo, alla competizione iridata di Stoneham, in Canada è 20° nel big air e 41° nell'halfpipe.
A gennaio 2014, a 23 anni, lascia l'attività agonistica, dopo i tagli della federazione alla sua specialità, l'halfpipe. Termina con una medaglia ai Mondiali juniores e 1 vittoria in Coppa del Mondo. Il migliore piazzamento in classifica generale di Coppa del Mondo di snowboard è un 64° nel 2008.

## Palmarès

### Mondiali juniores
- 1 medaglia:
  - 1 bronzo (halfpipe a Otago 2010)

### Coppa del Mondo
- Miglior piazzamento nella Coppa del Mondo di snowboard: 64º nel 2008
- Miglior piazzamento nella  Coppa del Mondo di halfpipe: 14º nel 2008
- Miglior piazzamento nella Coppa del Mondo di slopestyle: 112º nel 2013
- Miglior piazzamento nella Coppa del Mondo di big air: 89º nel 2008
- 1 podio:
  - 1 vittoria

#### Coppa del Mondo - vittorie
| Data            | Località     | Nazione | Spec. |
| --------------- | ------------ | ------- | ----- |
| 27 gennaio 2008 | Bardonecchia | Italia  | HP    |

Legenda:

HP = Halfpipe